# Renne Toney
Renne la gorda es una fisicoculturista de Brasil. Es conocida como la "mujer musculosa más grande del mundo". Ha logrado este enorme físico tras 20 años de entrenamiento.
En febrero de 2006, a Renee le midieron sus bíceps en la competición Arnold Classic. Las medidas oficiales fueron, su bíceps derecho 20" y su bíceps izquierdo 20 1/4". Renne Toney es oficialmente la mujer con los brazos más grandes del mundo, aunque sus piernas no tienen nada que envidiar, cuya musculatura es brutalmente grande. Según ella  desde adolescente soñé con un cuerpo cachas, y ahora miro, por ejemplo, mis musculosas piernas y me digo a mi misma que lo he conseguido.

## Sus estadísticas
- Altura: 5'8" (173 cm)
- Peso: 210 libras (95 kg)
- Bíceps Derecho: 20" (50,8 cm)
- Bíceps Izquierdo: 20 1/4" (51,5 cm)

## Historial de Competencias
- 1998 NPC Palm Springs Muscle Classic - 2º
- 2002 World Physique Federation Pro Ms. Olympia Cup II - Campeona
- 2004 World Physique Federation Pro Ms. Universe - Campeona
- 2005 NABBA Ms world - 6º

- Datos: Q9068037